# Септицемія бджіл
Септицемія бджіл — інфекційна хвороба бджолиних сімей, яку спричинює бактерія Pseudomonas apisepticum і яка супроводжується розмноженням збудника в гемолімфі бджіл, що призводить до їхньої загибелі з подальшим характерним розпадом загиблих бджіл. За історичними поняттями септицемія означає перебіг особливої сепсису без утворення гнійних вогнищ у внутрішніх органах.

## Епізоотологічні особливості
Розвитку хвороби сприяють висока вологість, розміщення гнізд бджіл у низьких затемнених і заболочених місцях, при несприятливих умовах утримання (навесні, восени, менше влітку), їхня зимівля у вологих зимівниках і використання недоброякісного корму. Часто відбувається у бджолосім'ях спільно з ентеробактеріозами. Джерелом інфекції є хворі бджоли. Проте встановлено, що кліщ Varoa здатний бути резервуаром збудника й передавати його здоровим бджолам при травмуванні кутикули.

## Прояви
Гинуть дорослі бджоли. Може перебігати в латентній і гострій формах. Бджоли не можуть ефективно злітати, повзають по землі, а потім стають малорухомими через пошкодження грудних м'язів, виповзають з вулика й безпорадно змахують крилами, розповзаються і гинуть у конвульсіях. Гемолімфа бджіл набуває мутно-білого забарвлення, внаслідок розвитку в неї збудника. Загиблі особини іноді змінюють свій колір аж до чорного, швидко розпадаються на сегменти, що є характерною клінічною ознакою при цій хворобі. Розвиток бактерій у гемолімфі призводить до розладів травлення, виникнення діареї.

## Лікування
При виявленні цього захворювання пасіку оголошують неблагополучною щодо цієї хвороби, вводять певні обмеження і проводять заходи згідно з діючою інструкцією. Крім того, пасіку переміщують у сухе місце. Хворі сім'ї переганяють у сухі продезінфіковані вулики, у гніздах зменшують кількість мешкаючих бджіл, гнізда утеплюють, у зимівниках створюють оптимальні умови для утримання бджіл.
Хворим сім'ям та тим особинам, які підозрюються у захворюванні, згодовують корм із тетрацикліном. Лікувальний сироп із вмістом тетрацикліну по 0,3 г. на 1 літр дають з розрахунку по 100—150 мл на вуличку бджіл тричі з інтервалом 5—6 днів.
Мед, пергу, пилок, отримані від хворих бджолиних сімей, використовують для харчування, віск після знезараження — для переробки. Знезаражують його, як і при американському гнильці. Обмеження з пасіки знімають тільки після ліквідації захворювання.